# Xã 1, Quận Harper, Kansas
Xã 1 (tiếng Anh: Township 1) là một xã thuộc quận Harper, tiểu bang Kansas, Hoa Kỳ. Năm 2010, dân số của xã này là 963 người.